# يحيى المازوني
أبو زكريا يحيى بن موسى بن عيسى بن يحيى المغيلي المازوني. (-883هـ/1478م) هو عالم كبير وفقيه وقاضي مدينة تنس ثم مازونة ومدرس تلمسان المشهور، سليل عائلة علمية توارثت القضاء أبا عن جدٍّ، أخذ عن والده (موسى بن عيسى المازوني) وابن زاغو التلمساني وأبو الفضل قاسم العقباني.

## الدرر المكنونة في نوازل مازونة
يقول الإمام يحيى معللا جمعه لكتاب النوازل ببلده مازونة قبل ن ينتقل إلى حاضرة تلمسان:

يقول الشاعر منوها به: